# Langrisser II
Langrisser II è un videogioco di ruolo sviluppato dalla CareerSoft e pubblicato nel 1994 dalla NCS. Il titolo è il sequel di Warsong, e non è mai stato pubblicato al di fuori del Giappone.
Langrisser II è stato anche ripubblicato per Super Nintendo (SNES) dalla Masaya con il titolo Der Langrisser, che è caratterizzato da un maggior numero di percorsi di gioco, da una riduzione della difficoltà, e da una grafica migliorata. È stata inoltre pubblicata una conversione per PC-FX della versione per SNES intitolata, Der Langrisser FX, in cui sono state inserite nuove sequenze animate.
Il titolo è stato inoltre unito insieme al primo Langrisser e pubblicato per PlayStation con il titolo Langrisser I&II, a cui è stato ulteriormente modificato lo script ed aggiunto un finale alternativo per la conversione pubblicata per Sega Saturn ed intitolata Langrisser: Dramatic Edition.
Una versione per Windows 98 è stata resa disponibile in giapponese, cinese e coreano. La versione per Windows è stata completamente ridisegnata, con grafica ad alta risoluzione, ma con una colonna sonora di qualità decisamente inferiore, per permettere al gioco di poter essere contenuto nella capacità di un singolo CD-ROM.
Come per il precedente titolo, il character design del videogioco è stato realizzato da Satoshi Urushihara, mentre la colonna sonora è stata composta da Noriyuki Iwadare e Isao Mizoguchi, ed è stata pubblicata su CD dalla Toshiba EMI il 26 ottobre 1994 con il titolo Langrisser II Original Game Music..